# Bystus rhizobioides
Bystus rhizobioides is een keversoort uit de familie zwamkevers (Endomychidae). De wetenschappelijke naam van de soort werd in 1875 gepubliceerd door Henry Stephen Gorham.